# Herb gminy Żmudź
Herb gminy Żmudź – symbol gminy Żmudź, ustanowiony 19 grudnia 1997.

## Wygląd i symbolika
Herb przedstawia na tarczy w polu błękitnym czarnego niedźwiedzia siedzącego w łodzi w srebrnej obroży i z wiosłem w łapie. Niedźwiedź nawiązuje do herbu Księstwa Żmudzkiego oraz rodu Żmudzkich (od których najprawdopodobniej pochodzi nazwa gminy), a łódź symbolizuje pierwszych osadników.